# Pleurodonte josephinae
Hélice Joséphine
Espèce
Statut de conservation UICN

 NE  : Non évalué
Pleurodonte josephinae, l’Hélice joséphine, est une espèce de gastéropodes pulmonés tropicaux de la famille des Pleurodontidae, endémique des Petites Antilles. L'espèce a été décrite sous le nom Helix josephinae par André Étienne d'Audebert de Férussac. Le Muséum national d'Histoire naturelle de Paris préserve les syntypes (MNHN-IM-2000-1916).

## Description
L'Hélice joséphine est un escargot à coquille suborbiculaire et subdiscoide, de quatre tours et demi, à spire courte et dernier tour caréné. La taille des coquilles est comprise entre 17 et 37 mm,.
La coquille présente des stries d’accroissement irrégulières et des stries obliques ponctuées fines et serrées. Le dernier tour s’infléchit au niveau de l’ouverture. Cette dernière est sub-horizontale en vue aperturale, et subovale en vue inférieure. Le péristome porte deux dents sur le segment labial et palatin inférieur, la dent la plus proche de l’ombilic étant la plus petite. La seconde dent, plus grande, est indiquée sur la face inférieure par un sillon assez profond se développant perpendiculairement au péristome.
La coloration de la coquille se caractérise par trois brandes brunes, sur un fond jaune vert ou jaune clair selon les populations. La première bande est superposée aux sutures, la seconde longe la circonférence de la coquille et la dernière court sur la face inférieure. Les deux premières bandes sont régulièrement interrompues de flammules jaune doré.
Selon Mazé, Le corps de l'animal est d'un brun rougeâtre clair et marqué, à sa partie supérieure, de deux bandes étroites, parallèles et d'un brun foncé, qui se prolongent jusqu'à l'extrémité des tentacules supérieures.
L'espèce présente une variabilité de forme, de taille et de motif. En Guadeloupe, Mazé témoigne d'une variation de taille avec l’altitude, les coquilles étant d’autant plus grandes qu’elles sont collectées haut. Mazé distingue également une variété β, propre aux zones basses, plus petite, de coloration plus claire (jaune citron) et dépourvue de bande brune sur le dernier tour de spire.
Une sous-espèce propre à l'île de Nevis, Pleurodonte josephinae nivensis, a été décrite par Henry Augustus Pilsbry. Elle se caractérise par sa petite taille (17 mm), un dernier tour moins recourbé au niveau de l’ouverture et une coquille qui ne présente, sur sa surface supérieure, qu'une seule bande continue au-dessus de la carène tandis que la granulation de sa surface est presque effacée. L'illustration du lectotype montre que l'unique bande brune de la face supérieure est continue.
|  |  |

## Distribution
La localité-type est la Guadeloupe. L'espèce est présente sur les îles suivantes,, :
- Nevis ;
- Montserrat,
- Guadeloupe (Basse-Terre et Grande-Terre) ;
- La Désirade ;
- Marie-Galante ;
- Dominique.

Des coquilles recueillies au début du XXe siècle à Saint-Christophe, et différentes de la variété de Nevis, témoigneraient d'une population propre à l'île Saint-Christophe qui aurait a autrefois existé.
Les différences observées entre les populations des îles de l'aire de répartition suggèrent que l'espèce est indigène sur chacune de ces îles. A Marie-Galante, ce caractère indigène est confirmé par la présence de coquilles fossiles dans les dépôts holocènes moyens et pléistocènes de l'île.

## Habitat
En Basse-Terre (Guadeloupe), l'Hélice joséphine a une distribution large, des plaines jusqu’à la limite supérieure de la forêt,. Sur les autres îles de Guadeloupe, l'espèce est en revanche rare, limitée à un très petit nombre de stations. La présence de coquilles dans les dépotoirs amérindiens de Grande-Terre  indique que Pleurodonte josephinae a eu par le passé une distribution plus étendue. La mention par Mazé de spécimens sur le littoral oriental de la Grande-Terre où l'espèce n'est aujourd'hui pas retrouvée suggère que cette réduction d'habitat est, au moins pour partie, récente.

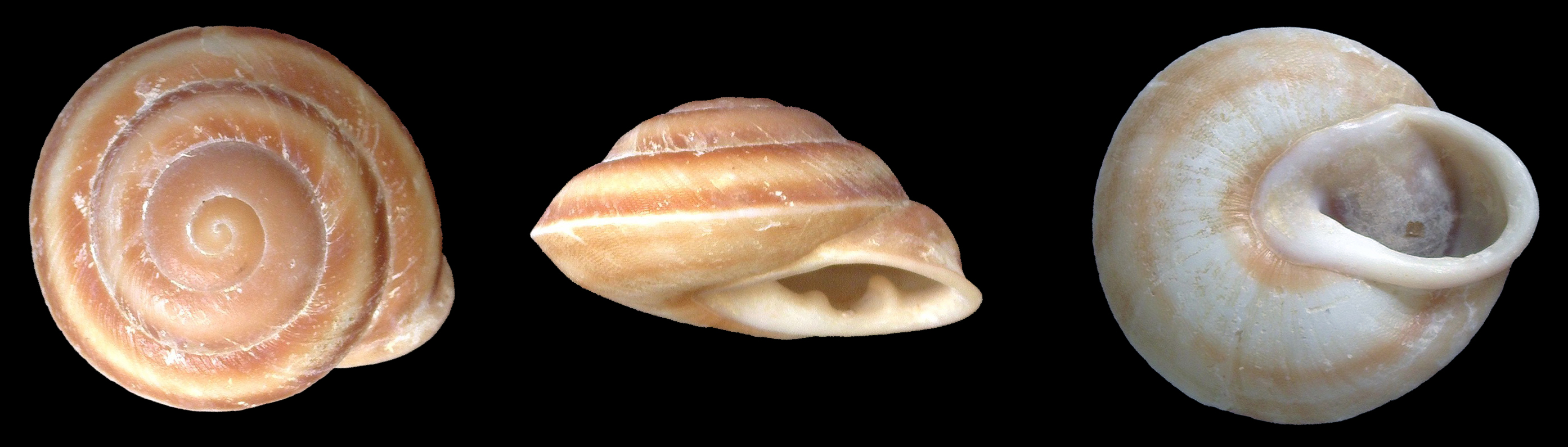
Coquille de Pleurodonte josephinae collectée dans les niveaux précolombiens du site de Morel, Guadeloupe (collection Edgar Clerc, Musée du Moule). Longueur du spécimen : 20,5 mm.

Sur les autres îles volcaniques de son aire de distribution, l'espèce a une distribution plus restreinte, limitée à la forêt d'altitude, sur les flancs du pic de Nevis ou dans les habitats forestiers peu perturbée des hauteurs de la Dominique.

## Écologie
L'Hélice joséphine est une espèce forestière qui se rencontre dans la litière. La présence de coquilles épiphragmées sous les premières feuilles jonchant le sol de la forêt indique que l'espèce fréquente la partie supérieure de la litière, à la différence des autres espèces de Pleurodonte rencontrées plus profondément dans la litière.

## Systématique
Le nom valide complet (avec auteur) de ce taxon est Pleurodonte josephinae (Férussac, 1832).
L'espèce a été initialement classée dans le genre Helix sous le protonyme Helix josephinae Férussac, 1832.
Pleurodonte josephinae a pour synonyme :
- Helix josephinae Férussac, 1832